# Élections municipales de 2005 dans Lanaudière
Les élections municipales québécoises de 2005 se déroulent le 6 novembre 2005. Elles permettent d'élire les maires et les conseillers de chacune des municipalités locales du Québec, ainsi que les préfets de quelques municipalités régionales de comté.
Elles permettent de déterminer les maires et les conseillers de chacune des municipalités locales de même que certains préfets. Ces élections sont les premières tenues en vertu de la Loi sur les élections et les référendums dans les municipalités adoptée en 2001 par l'Assemblée nationale du Québec, qui instaure une nouvelle procédure prévoyant de tenir les élections de tous les postes municipaux dans toutes les municipalités la même journée.

## Lanaudière

### Berthierville
| Candidats pour la mairie            | Vote | %     |
| ----------------------------------- | ---- | ----- |
| Yvon Poirier (sortant)              | 954  | 55,69 |
| Jacques Lapalme                     | 759  | 44,31 |
| Nombre d'électeurs inscrits : 3 278 |      |       |

### Charlemagne
| Partis | Partis             | Candidats pour la mairie  | Vote            | %               |
| ------ | ------------------ | ------------------------- | --------------- | --------------- |
|        | Équipe Charlemagne | Normand Grenier (sortant) | Sans opposition | Sans opposition |

### Chertsey
| Candidats pour la mairie            | Vote  | %       |
| ----------------------------------- | ----- | ------- |
| Yves Lafortune                      | 1 610 | 59,21un |
| Daniel Brazeau (sortant)            | 1 109 | 40,79   |
| Nombre d'électeurs inscrits : 4 436 |       |         |

- Jocelyn Gravel devient maire de Chertsey en cours de mandat[Quand ?]

### Crabtree
| Candidats pour la mairie | Vote            | %               |
| ------------------------ | --------------- | --------------- |
| Denis Laporte (sortant)  | Sans opposition | Sans opposition |

### Entrelacs
| Candidats pour la mairie          | Vote | %     |
| --------------------------------- | ---- | ----- |
| Ric Garland                       | 275  | 55,10 |
| Raynald Houle (sortant)           | 124  | 24,85 |
| Simone Sansfaçon                  | 100  | 20,05 |
| Nombre d'électeurs inscrits : 993 |      |       |

### Joliette
| Partis | Partis                             | Candidats pour la mairie | Vote            | %               |
| ------ | ---------------------------------- | ------------------------ | --------------- | --------------- |
|        | Action Joliette/Équipe René Laurin | René Laurin (sortant)    | Sans opposition | Sans opposition |

### L'Assomption
| Candidats pour la mairie             | Vote  | %     |
| ------------------------------------ | ----- | ----- |
| Pierre Gour                          | 2 988 | 55,77 |
| Lionel Martel                        | 2 370 | 44,23 |
| Nombre d'électeurs inscrits : 12 339 |       |       |

### L'Épiphanie (paroisse)
| Candidats pour la mairie            | Vote | %     |
| ----------------------------------- | ---- | ----- |
| Jacques Amireault                   | 423  | 37,60 |
| Marcel Cadieux                      | 419  | 37,24 |
| Claude Allard (sortant)             | 283  | 25,16 |
| Nombre d'électeurs inscrits : 2 303 |      |       |

### L'Épiphanie (ville)
| Candidats pour la mairie    | Vote            | %               |
| --------------------------- | --------------- | --------------- |
| Benoît Verstraete (sortant) | Sans opposition | Sans opposition |

### La Visitation-de-l'Île-Dupas
| Candidats pour la mairie | Vote            | %               |
| ------------------------ | --------------- | --------------- |
| Maurice Désy (sortant)   | Sans opposition | Sans opposition |

### Lanoraie
| Candidats pour la mairie | Vote            | %               |
| ------------------------ | --------------- | --------------- |
| André Vileneuve          | Sans opposition | Sans opposition |

- Jacinthe Brissette, conseillère #6, devient mairesse de Lanoraie en 2008[2].

### Lavaltrie
| Partis                              | Partis           | Candidats pour la mairie | Vote  | %     |
| ----------------------------------- | ---------------- | ------------------------ | ----- | ----- |
|                                     | Indépendant      | Norman Blackburn         | 1 453 | 57,73 |
|                                     | Action Lavaltrie | Pierre Marois            | 957   | 38,02 |
|                                     | Indépendant      | Jean-Claude Dufour       | 107   | 4,25  |
| Nombre d'électeurs inscrits : 8 770 |                  |                          |       |       |

### Mandeville
| Candidats pour la mairie    | Vote            | %               |
| --------------------------- | --------------- | --------------- |
| François Benjamin (sortant) | Sans opposition | Sans opposition |

- Francine Bergeron devient mairesse de Mandeville en 2007[3].

### Mascouche
| Partis                               | Partis                                   | Candidats pour la mairie   | Vote  | %     |
| ------------------------------------ | ---------------------------------------- | -------------------------- | ----- | ----- |
|                                      | Équipe Marcotte-Ralliement Mascouche     | Richard Marcotte (sortant) | 5 689 | 53,16 |
|                                      | Horizon Mascouche / Équipe Serge Hamelin | Serge Hamelin              | 5 012 | 46,84 |
| Nombre d'électeurs inscrits : 23 994 |                                          |                            |       |       |

### Notre-Dame-de-la-Merci
| Candidats pour la mairie          | Vote | %     |
| --------------------------------- | ---- | ----- |
| Julien Alarie                     | 357  | 65,38 |
| Ronald Kendall (sortant)          | 189  | 34,62 |
| Nombre d'électeurs inscrits : 976 |      |       |

### Notre-Dame-de-Lourdes
| Candidats pour la mairie            | Vote | %     |
| ----------------------------------- | ---- | ----- |
| Daniel Arseneault                   | 525  | 62,35 |
| André Bérard (sortant)              | 317  | 37,65 |
| Nombre d'électeurs inscrits : 1 840 |      |       |

### Notre-Dame-des-Prairies
| Candidats pour la mairie | Vote            | %               |
| ------------------------ | --------------- | --------------- |
| Alain Larue (sortant)    | Sans opposition | Sans opposition |

### Rawdon
| Partis | Partis       | Candidats pour la mairie | Vote            | %               |
| ------ | ------------ | ------------------------ | --------------- | --------------- |
|        | Équipe Major | Louise Major (sortante)  | Sans opposition | Sans opposition |

### Repentigny
| Partis                               | Partis                                | Candidats pour la mairie | Vote   | %     |
| ------------------------------------ | ------------------------------------- | ------------------------ | ------ | ----- |
|                                      | Équipe Deschamps                      | Chantal Deschamps        | 13 212 | 57,76 |
|                                      | Parti des contribuables de Repentigny | Michel Carignan          | 9 663  | 42,24 |
| Nombre d'électeurs inscrits : 57 026 |                                       |                          |        |       |

### Saint-Alexis
| Candidats pour la mairie | Vote            | %               |
| ------------------------ | --------------- | --------------- |
| Adélard Éthier           | Sans opposition | Sans opposition |

### Saint-Alphonse-Rodriguez
| Candidats pour la mairie            | Vote | %     |
| ----------------------------------- | ---- | ----- |
| Louis-Yves LeBeau                   | 622  | 40,15 |
| Michel Bélec                        | 581  | 37,51 |
| Diane Bernard-Riberdy               | 346  | 22,34 |
| Nombre d'électeurs inscrits : 2 775 |      |       |

### Saint-Ambroise-de-Kildare
| Candidats pour la mairie      | Vote            | %               |
| ----------------------------- | --------------- | --------------- |
| François Desrochers (sortant) | Sans opposition | Sans opposition |

### Saint-Barthélemy
| Candidats pour la mairie | Vote            | %               |
| ------------------------ | --------------- | --------------- |
| Michel Beaudet           | Sans opposition | Sans opposition |

### Saint-Calixte
| Partis                              | Partis                     | Candidats pour la mairie | Vote | %     |
| ----------------------------------- | -------------------------- | ------------------------ | ---- | ----- |
|                                     | Parti Action citoyens(nes) | Martin St-Pierre         | 820  | 42,75 |
|                                     | Vision Saint-Calixte       | France Bastien           | 677  | 35,30 |
|                                     | Parti gestion démocratique | Clément Charest          | 421  | 21,95 |
| Nombre d'électeurs inscrits : 4 432 |                            |                          |      |       |

### Saint-Charles-Borromée
| Candidats pour la mairie | Vote            | %               |
| ------------------------ | --------------- | --------------- |
| André Hénault (sortant)  | Sans opposition | Sans opposition |

### Saint-Cléophas-de-Brandon
| Candidats pour la mairie | Vote            | %               |
| ------------------------ | --------------- | --------------- |
| Denis Gamelin (sortant)  | Sans opposition | Sans opposition |

### Saint-Côme
| Candidats pour la mairie            | Vote | %     |
| ----------------------------------- | ---- | ----- |
| Jocelyn Breault (sortant)           | 668  | 54,62 |
| Guy Laverdière                      | 555  | 45,38 |
| Nombre d'électeurs inscrits : 2 023 |      |       |

### Saint-Cuthbert
| Candidats pour la mairie | Vote            | %               |
| ------------------------ | --------------- | --------------- |
| Bruno Vadnais            | Sans opposition | Sans opposition |

### Saint-Damien
| Candidats pour la mairie            | Vote | %     |
| ----------------------------------- | ---- | ----- |
| Céline Tremblay (sortante)          | 453  | 43,47 |
| Jean-Marc Côté                      | 382  | 36,66 |
| Jean Hade                           | 207  | 19,87 |
| Nombre d'électeurs inscrits : 1 965 |      |       |

### Saint-Didace
| Candidats pour la mairie          | Vote | %     |
| --------------------------------- | ---- | ----- |
| Isabelle Villeneuve               | 270  | 55,21 |
| Claude Archambeault (sortant)     | 219  | 44,79 |
| Nombre d'électeurs inscrits : 711 |      |       |

### Saint-Donat
| Candidats pour la mairie            | Vote  | %     |
| ----------------------------------- | ----- | ----- |
| Richard Bénard                      | 1 364 | 47,59 |
| Pierre Poudrier (sortant)           | 848   | 29,59 |
| Jean Fournier                       | 515   | 17,97 |
| Suzanne Brouillet                   | 139   | 4,85  |
| Nombre d'électeurs inscrits : 4 200 |       |       |

### Saint-Esprit
| Candidats pour la mairie | Vote            | %               |
| ------------------------ | --------------- | --------------- |
| Danielle H.-Allard       | Sans opposition | Sans opposition |

### Saint-Félix-de-Valois
| Partis                              | Partis                 | Candidats pour la mairie | Vote  | %     |
| ----------------------------------- | ---------------------- | ------------------------ | ----- | ----- |
|                                     | Vision future St-Félix | Gilles Fréchette         | 1 134 | 50,87 |
|                                     | Action St-Félix        | André Asselin (sortant)  | 1 095 | 49,13 |
| Nombre d'électeurs inscrits : 4 444 |                        |                          |       |       |

### Saint-Gabriel
| Candidats pour la mairie            | Vote  | %     |
| ----------------------------------- | ----- | ----- |
| Gaétan Gravel                       | 1 041 | 82,55 |
| Gaston Durand (sortant)             | 220   | 17,45 |
| Nombre d'électeurs inscrits : 2 385 |       |       |

### Saint-Gabriel-de-Brandon
| Candidats pour la mairie  | Vote            | %               |
| ------------------------- | --------------- | --------------- |
| Roch Desrosiers (sortant) | Sans opposition | Sans opposition |

### Saint-Ignace-de-Loyola
| Candidats pour la mairie            | Vote | %     |
| ----------------------------------- | ---- | ----- |
| Serge Giroux (sortant)              | 546  | 53,79 |
| Jean-Luc Barthe                     | 469  | 46,21 |
| Nombre d'électeurs inscrits : 1 683 |      |       |

### Saint-Jacques
| Candidats pour la mairie            | Vote | %     |
| ----------------------------------- | ---- | ----- |
| Pierre Beaulieu (sortant)           | 990  | 69,43 |
| Pierre Lasalle                      | 436  | 30,57 |
| Nombre d'électeurs inscrits : 2 938 |      |       |

### Saint-Jean-de-Matha
| Candidats pour la mairie            | Vote  | %     |
| ----------------------------------- | ----- | ----- |
| Normand Champagne (sortant)         | 1 006 | 54,67 |
| Jacques Ross                        | 834   | 45,33 |
| Nombre d'électeurs inscrits : 3 517 |       |       |

### Saint-Liguori
| Candidats pour la mairie            | Vote | %     |
| ----------------------------------- | ---- | ----- |
| Serge Rivest                        | 664  | 74,44 |
| Sylvain Loyer                       | 228  | 25,56 |
| Nombre d'électeurs inscrits : 1 473 |      |       |

### Saint-Lin-Laurentides
| Partis                              | Partis            | Candidats pour la mairie | Vote  | %     |
| ----------------------------------- | ----------------- | ------------------------ | ----- | ----- |
|                                     | Parti André Auger | André Auger              | 2 456 | 75,41 |
|                                     | Indépendant       | Jean Quevillon           | 801   | 24,59 |
| Nombre d'électeurs inscrits : 9 808 |                   |                          |       |       |

### Saint-Michel-des-Saints
| Candidats pour la mairie            | Vote | %     |
| ----------------------------------- | ---- | ----- |
| Jean-Pierre Bellerose (sortant)     | 760  | 57,49 |
| Marcel Champagne                    | 428  | 32,38 |
| Jean Dubé                           | 134  | 10,13 |
| Nombre d'électeurs inscrits : 2 109 |      |       |

### Saint-Norbert
| Candidats pour la mairie          | Vote | %     |
| --------------------------------- | ---- | ----- |
| André Dauphin                     | 391  | 76,37 |
| Alain DeRepentigny                | 121  | 23,63 |
| Nombre d'électeurs inscrits : 955 |      |       |

### Saint-Paul
| Candidats pour la mairie | Vote            | %               |
| ------------------------ | --------------- | --------------- |
| Alain Bellemarre         | Sans opposition | Sans opposition |

### Saint-Pierre
| Candidats pour la mairie | Vote            | %               |
| ------------------------ | --------------- | --------------- |
| Roland Charest           | Sans opposition | Sans opposition |

### Saint-Roch-de-l'Achigan
| Candidats pour la mairie            | Vote | %     |
| ----------------------------------- | ---- | ----- |
| Yves Prud'homme                     | 769  | 58,13 |
| Normand Lecavalier                  | 554  | 41,87 |
| Nombre d'électeurs inscrits : 3 369 |      |       |

### Saint-Roch-Ouest
| Candidats pour la mairie | Vote            | %               |
| ------------------------ | --------------- | --------------- |
| Claude Mercier           | Sans opposition | Sans opposition |

### Saint-Sulpice
| Candidats pour la mairie   | Vote            | %               |
| -------------------------- | --------------- | --------------- |
| Michel Champagne (sortant) | Sans opposition | Sans opposition |

### Saint-Thomas
| Candidats pour la mairie            | Vote | %     |
| ----------------------------------- | ---- | ----- |
| René Vincent                        | 923  | 58,16 |
| Agnès Derouin Plourde               | 548  | 34,53 |
| Roland Ladouceur                    | 116  | 7,31  |
| Nombre d'électeurs inscrits : 2 364 |      |       |

### Saint-Zénon
| Candidats pour la mairie            | Vote | %     |
| ----------------------------------- | ---- | ----- |
| Murielle Richard (sortant)          | 477  | 62,03 |
| Eddy St-Georges                     | 292  | 37,97 |
| Nombre d'électeurs inscrits : 1 252 |      |       |

### Sainte-Béatrix
| Candidats pour la mairie | Vote            | %               |
| ------------------------ | --------------- | --------------- |
| Daniel Arbour (sortant)  | Sans opposition | Sans opposition |

### Sainte-Élisabeth
| Candidats pour la mairie | Vote            | %               |
| ------------------------ | --------------- | --------------- |
| Mario Houle              | Sans opposition | Sans opposition |

### Sainte-Émélie-de-l'Énergie
| Candidats pour la mairie | Vote            | %               |
| ------------------------ | --------------- | --------------- |
| Lyne Marcil (sortant)    | Sans opposition | Sans opposition |

### Sainte-Geneviève-de-Berthier
| Candidats pour la mairie            | Vote | %     |
| ----------------------------------- | ---- | ----- |
| Richard Giroux (sortant)            | 709  | 57,22 |
| Normand Halley                      | 530  | 42,78 |
| Nombre d'électeurs inscrits : 1 854 |      |       |

### Sainte-Julienne
| Partis                              | Partis                                          | Candidats pour la mairie | Vote  | %     |
| ----------------------------------- | ----------------------------------------------- | ------------------------ | ----- | ----- |
|                                     | Action/Vision Sainte-Julienne (Équipe Mireault) | Pierre Mireault          | 1 526 | 50,99 |
|                                     | Équipe Marcel Jetté                             | Marcel Jetté (sortant)   | 1 467 | 49,01 |
| Nombre d'électeurs inscrits : 6 124 |                                                 |                          |       |       |

### Sainte-Marcelline-de-Kildare
| Candidats pour la mairie            | Vote | %     |
| ----------------------------------- | ---- | ----- |
| Gaétan Morin (sortant)              | 485  | 65,01 |
| Mario Croze                         | 261  | 34,99 |
| Nombre d'électeurs inscrits : 1 206 |      |       |

### Sainte-Marie-Salomé
| Candidats pour la mairie          | Vote | %     |
| --------------------------------- | ---- | ----- |
| Maurice Richard (sortant)         | 320  | 57,87 |
| Daniel Bourgeois                  | 233  | 42,13 |
| Nombre d'électeurs inscrits : 969 |      |       |

### Sainte-Mélanie
| Candidats pour la mairie | Vote            | %               |
| ------------------------ | --------------- | --------------- |
| Yves Beaulieu            | Sans opposition | Sans opposition |

### Terrebonne
| Partis | Partis            | Candidats pour la mairie       | Vote            | %               |
| ------ | ----------------- | ------------------------------ | --------------- | --------------- |
|        | Équipe Robitaille | Jean-Marc Robitaille (sortant) | Sans opposition | Sans opposition |